# Kulmain
Kulmain là một đô thị ở huyện Tirschenreuth located về phía bắc của Kemnath bang Bayern thuộc nước Đức.